# Chabrey

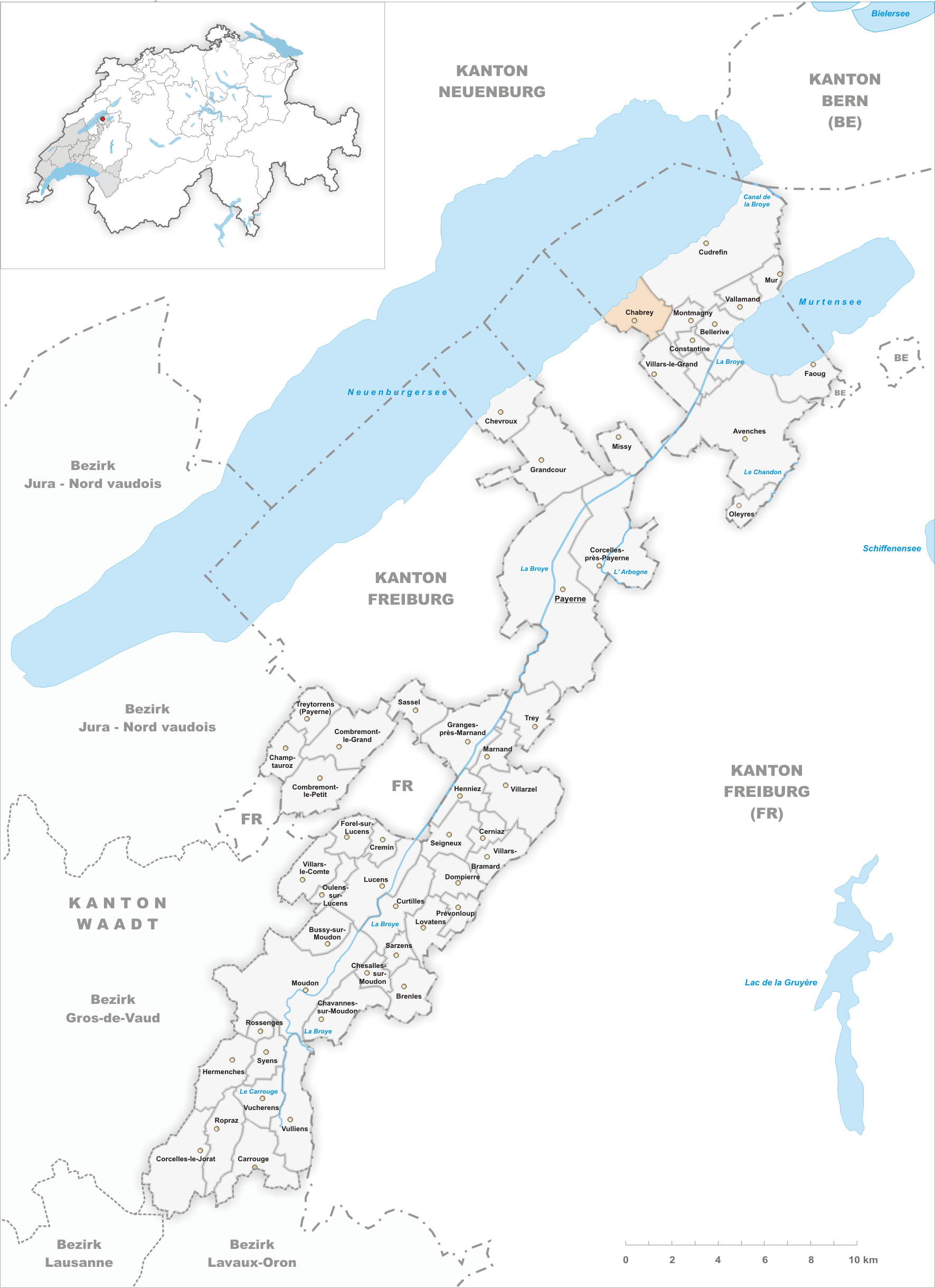
Gemeindestand vor der Fusion am 30. Juni 2011

Chabrey war eine politische Gemeinde im Distrikt Broye-Vully im Kanton Waadt in der Schweiz.
Die Fusion von Chabrey mit Bellerive (VD), Constantine, Montmagny, Mur (VD), Vallamand und Villars-le-Grand zur Gemeinde Vully-les-Lacs wurde per 1. Juli 2011 vollzogen.

## Geographie
Chabrey liegt auf 494 m ü. M., 12,5 km nordöstlich des Bezirkshauptortes Payerne (Luftlinie). Das Haufendorf erstreckt sich auf einer breiten Geländeterrasse und am südlich anschliessenden Hang des Höhenrückens zwischen Neuenburgersee und Murtensee, im Schweizer Mittelland.
Die Fläche des 4 km² grossen Gemeindegebiets umfasst einen Abschnitt am Südostufer des Neuenburgersees. Der Gemeindeboden erstreckt sich vom Seeufer nach Süden über einen rund 500 m breiten mit Schilf und Wald bestandenen, sumpfigen Uferrandstreifen und den 60 m hohen Steilhang Les Roches auf die Terrasse von Chabrey. Der östliche Gemeindeteil wird vom Waldgebiet Bois de Charmontel auf dem Molassehöhenrücken (Ausläufer des Mont Vully) eingenommen. Hier befindet sich mit 581 m ü. M. der höchste Punkt von Chabrey. Von der Gemeindefläche entfielen 1997 6 % auf Siedlungen, 37 % auf Wald und Gehölze, 45 % auf Landwirtschaft und etwas weniger als 12 % war unproduktives Land (Sumpfgebiet entlang des Neuenburgersees, heute ein Vogelschutzgebiet).
Zu Chabrey gehören einige Einzelhöfe und ein paar Ferienhäuser am Rand des Neuenburgersees. Nachbargemeinden von Chabrey waren Cudrefin, Montmagny und Villars-le-Grand im Kanton Waadt sowie Delley-Portalban im Kanton Freiburg.

## Bevölkerung
Mit 267 Einwohnern (Stand 31. Dezember 2010) gehörte Chabrey zu den kleinen Gemeinden des Kantons Waadt. Von den Bewohnern sind 86,4 % französischsprachig, 11,6 % deutschsprachig und 1,0 % portugiesischsprachig (Stand 2000). Die Bevölkerungszahl von Chabrey belief sich 1850 auf 283 Einwohner, 1900 auf 222 Einwohner. Nachdem die Bevölkerung bis 1970 auf 136 Einwohner abgenommen hatte, wurde seither wieder eine deutliche Bevölkerungszunahme registriert.

## Wirtschaft
Chabrey war bis in die zweite Hälfte des 20. Jahrhunderts ein vorwiegend durch die Landwirtschaft geprägtes Dorf. Noch heute haben der Ackerbau und der Obstbau eine wichtige Bedeutung in der Erwerbsstruktur der Bevölkerung. Am Südhang der Côte au Moine gibt es ein kleines Weinbaugebiet. Weitere Arbeitsplätze sind im lokalen Kleingewerbe und im Dienstleistungssektor vorhanden. In den letzten Jahrzehnten hat sich das Dorf auch zu einer Wohngemeinde entwickelt. Viele Erwerbstätige sind Wegpendler, die in den umliegenden grösseren Ortschaften arbeiten.

## Verkehr
Die Gemeinde ist verkehrstechnisch recht gut erschlossen. Sie liegt an der Verbindungsstrasse von Estavayer-le-Lac nach Cudrefin. Der Autobahnanschluss Avenches an der A1 (Lausanne–Bern) ist rund 6 km vom Ortskern entfernt. Durch den Postautokurs, der von Avenches nach Cudrefin verkehrt, ist Chabrey an das Netz des öffentlichen Verkehrs angebunden.

## Geschichte
Am Ufer des Neuenburgersees wurden zwei Siedlungsplätze aus der Bronzezeit entdeckt. Die erste urkundliche Erwähnung des Ortes erfolgte 1343 unter dem Namen Charbrey, später erschien auch die Bezeichnung Charbey. Der Ortsname geht auf den Geschlechtsnamen Caprius oder Cabrius zurück.
Chabrey war seit dem Mittelalter Teil der zu Savoyen gehörenden Kastlanei Cudrefin. Mit der Eroberung der Waadt durch Bern im Jahr 1536 gelangte das Dorf unter die Verwaltung der Vogtei Avenches. Nach dem Zusammenbruch des Ancien Régime wurde Chabrey 1798 während der Helvetik dem Kanton Freiburg angegliedert. Mit der Inkraftsetzung der Mediationsverfassung 1803 wurde das Dorf zusammen mit dem heutigen Bezirk Avenches als Exklave wieder dem Kanton Waadt zugeteilt. Bis im 17. Jahrhundert gehörte Chabrey zur Gemeinde Villars-le-Grand.

## Sehenswürdigkeiten
Im alten Ortskern sind einige typische Bauernhäuser aus dem 17. bis 19. Jahrhundert erhalten. Chabrey besitzt keine eigene Kirche, es gehört zur Pfarrei Constantine.